# 奧爾萊什蒂鄉
44°48′N 24°13′E / 44.800°N 24.217°E
奧爾萊什蒂鄉（羅馬尼亞語：Comuna Orlești, Vâlcea），是羅馬尼亞的鄉份，位於該國西南部，由沃爾恰縣負責管轄，面積37平方公里，海拔高度172米，2002年人口3,298，人口密度每平方公里88人。